# Parafia greckokatolicka św. Mikołaja Cudotwórcy w Chełmie
Parafia greckokatolicka św. Mikołaja Cudotwórcy w Chełmie – parafia greckokatolicka w Chełmie, w dekanacie warszawsko-lubelskim archieparchii przemysko-warszawskiej. Została reaktywowana w 2007 roku. Terytorialnie obejmuje miasto Chełm oraz powiaty: chełmski, włodawski, hrubieszowski, krasnostawski.